# Operai del Palagio
Con il nome Operai del Palagio si indica una commissione di politici della Firenze rinascimentale incaricati di rinnovare l'assetto artistico del vecchio palazzo della Signoria (Palazzo Vecchio). Della commissione fece parte, a partire dal 1470, anche Lorenzo il Magnifico.